# Amphipoea grisea-albo
Amphipoea grisea-albo là một loài bướm đêm trong họ Noctuidae.